# Miguel Britos
Miguel Ángel Britos Cabrera (* 17. července 1985, Maldonado, Uruguay) je uruguayský fotbalový obránce, který v současnosti hraje za klub Watford FC.

## Klubová kariéra
V Uruguayi hrál postupně za Centro Atlético Fénix, Juventud a Montevideo Wanderers.
V létě 2008 přestoupil do Itálie do klubu Bologna FC 1909, odkud v červenci 2011 přestoupil do konkurenčního prvoligového SSC Neapol. S Neapolí vyhrál dvakrát italský pohár (2012, 2014). 22. prosince 2014 získal s Neapolí italský Superpohár po výhře v penaltovém rozstřelu nad Juventusem, hrálo se v katarském Dauhá. V zápase nenastoupil.
V červenci 2015 přestoupil do týmu nováčka Premier League, anglického klubu Watford FC. Podepsal tříletý kontrakt.